# País Gavai
|  | Aquest article tracta sobre la Gran Gavatxeria o país Gavai. Si cerqueu la Gavatxeria de Montsegur, vegeu «Petita Gavatxeria». |

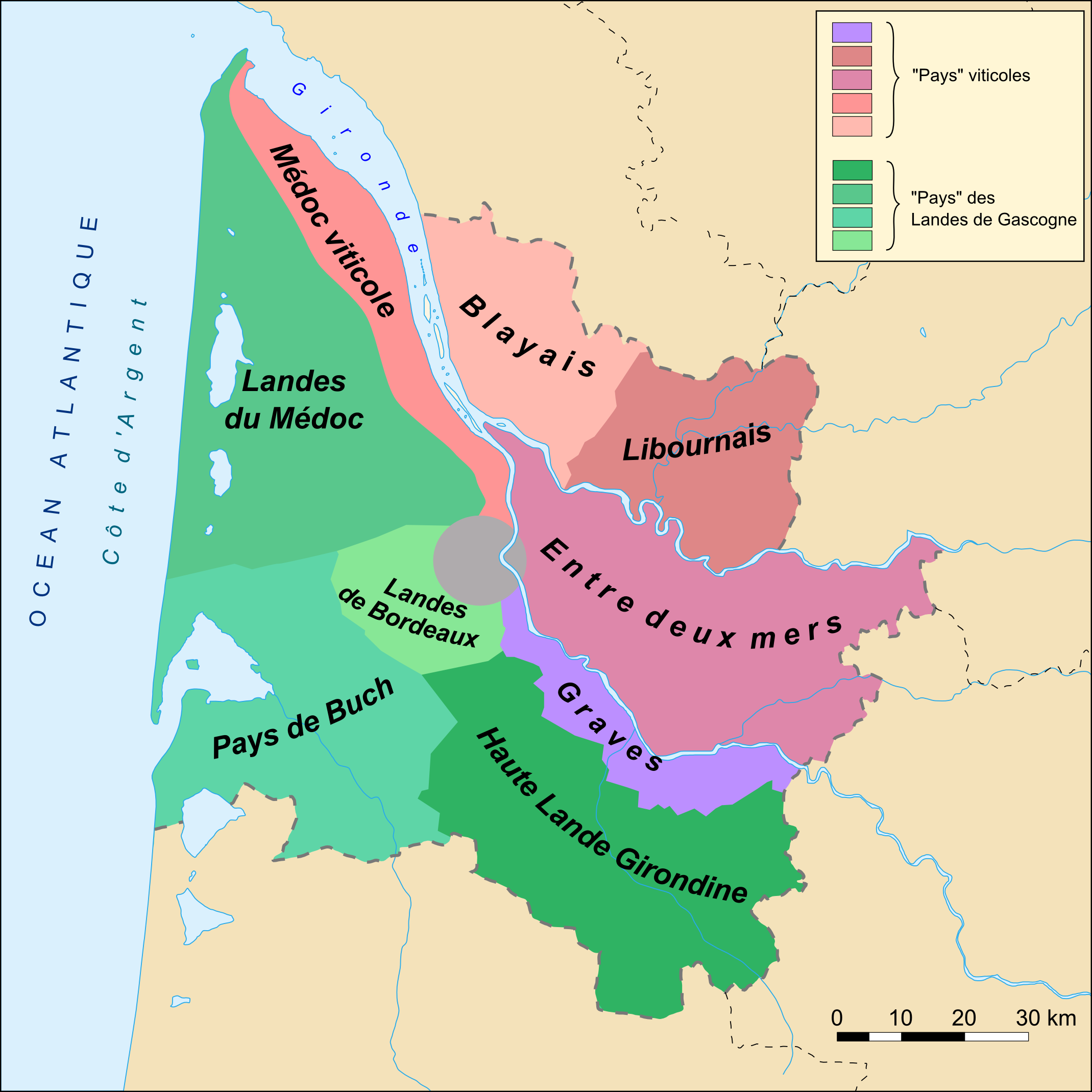
El país Gavai correspon aproximadament a la regió del Blaiès.

Situació geogràfica del País Gavai al sud de l'àrea lingüística del saintongès.

El País Gavai, és una zona geogràfica situada entre Saintonge al nord, l'Entre dos mars al sud i Angoumois (Engolmés) a l'est. En formen part l'alt i baix Blaiès (llevat els municipis meridionals de parla gascona) i el Libornès (regió de Cotràs als marges de l'Eila). La seva llengua històricament ha estat el saintongès.
Comprèn la major part dels municipis del districte de Blaia i dels cantons de Cotràs i Guîtres i part dels de Lussac, així com els municipis de Les Billaux i Lalande-de-Pomerol, al cantó de Liborna.

## Història
En acabar-se la Guerra dels Cent Anys (1453) amb la batalla de Castilhon, la Guiena estava arruïnada i depauperada per les lluites. Els senyors gascons locals van recórrer llavors a mà d'obra forana (Poitou, Angoumois, Saintonge, Llemosí, fins i tot del Perigord) per tal de conrear les terres abandonades. L'increment de població forana també es va produir a conseqüència de la pesta negra que va afectar la regió entre 1520 i 1527. El seu establiment fins a Montsegur van formar un illot de llengua d'oïl en el cor d'Occitània. Van ser anomenats pels gascons gavaches i per això es va anomenar aquesta comarca gavacherie o estrangers, envoltats per gascons, mentre que a les poblacions frontereres dels gascons de la zona de Liborna eren anomenades gabayes.

## Ús del mot «gavatx»
El mot gavatx derivaria del castellà gavacho que significa canalla i designava qualsevol persona que provenia del nord:
- a les zones de parla castellana, los gavachos, són els francesos en general
- a la Catalunya del Nord,[1] els Gavatxos són els llenguadocians
- al Llenguadoc, en canvi, són els alvernesos.
- al nord de la Gascunya (Medoc, o Entre Duas Mars), els Gavaches són els veïns de llengua d'oïl, principalment de la Charente.
- a la Provença, el gavot és la llengua parlada al nord, al Delfinat.
- a Catalunya, servia inicialment per a designar els occitans i posteriorment els francesos.[2]

## Petit diccionari gavatx - francès normatiu
- aillan : gland
- aive : eau
- aneut : aujourd'hui
- a’ç’t’heure : maintenant
- bisse : rouge-gorge
- bughée : lessive
- cagouille : escargot
- faire chabrot : mettre du vin dans la fin de la soupe
- drôle : garçon
- drôlesse : fille
- dail : faux (pour faucher)
- geuserie : malice
- angrote : lézard
- mitan : milieu
- palisse : haie
- pinier : pin
- pilot : tas
- qu’est’ou qu’o’l'est? : qu’est ce que c’est?